# القنصلية العامة لتونس في ليون
45°46′22″N 4°50′34″E / 45.7729°N 4.84279°E

القنصلية العامة لتونس في ليون (بالفرنسية: Consulat général de Tunisie à Lyon)‏ هي تمثيلية قنصلية تابعة للجمهورية التونسية في فرنسا. تقع القنصلية في شارع الماريشال فوش (Avenue du Maréchal Foch) تحديدا في الدائرة السادسة في ليون.

## قائمة القناصل العامون
القناصل العامون لتونس في ليون هم على التوالي:
| القنصل العام       | تاريخ التعيين  | تاريخ التعيين | تاريخ تقديم أوراق الاعتماد | تاريخ تقديم أوراق الاعتماد |
| ------------------ | -------------- | ------------- | -------------------------- | -------------------------- |
| رضا عبد الله       | 2 فبراير 1981  | [ 1 ]         |                            |                            |
| محمد بوغزالة       | 26 أكتوبر 1981 | [ 2 ]         |                            |                            |
| محسن تقية          | 26 يوليو 1988  | [ 3 ]         |                            |                            |
| فوزي العوام        | 21 سبتمبر 1998 | [ 4 ]         |                            |                            |
| صبري باش طبجي      | 22 مارس 2010   | [ 5 ]         |                            |                            |
| عبد الوهاب بوزويتة | 3 ديسمبر 2011  | [ 6 ]         |                            |                            |
| عادل بن لاغة       | 3 ديسمبر 2013  | [ 7 ]         | 31 مايو 2014               | [ 8 ]                      |

## مقالات ذات صلة
- سفارة تونس في فرنسا
- العلاقات التونسية الفرنسية

## روابط خارجية
- الموقع الرسمي.